# Heinkel He 177
Heinkel He 177 Greif (z niem. „Gryf”) – niemiecki czterosilnikowy ciężki samolot bombowy dalekiego zasięgu z okresu drugiej wojny światowej, produkowany przez wytwórnię Heinkel. Niezwykły w tej maszynie był napęd polegający na układzie sprzężonych dwóch silników w dwóch gondolach, które napędzały wspólnie śmigło. Z dwoma śmigłami He 177 wyglądał jak samolot dwusilnikowy. 

## Historia

### Badania prototypów
Samolot He-177 był kontynuatorem zarzuconej koncepcji "bombowca uralskiego". W 1937 r. Reichsluftfahrtministerium (RLM) przekazało zakładom Heinkel założenia mające być podstawą stworzenia niemieckiego bombowca strategicznego. Samolot miał przenieść 1000 kg ładunku bombowego na odległość 6600 km i uzyskiwać prędkość maksymalną rzędu 545 km/h. Dodatkowo wymagano aby samolot miał możliwość przeprowadzania ataku z lotu nurkowego. Opracowaniem konstrukcji zajął się doświadczony konstruktor – inż. Siegfried Günter, który miał już na koncie tak udane konstrukcje jak He 70 i He 111. W listopadzie 1938 r. zaprezentowano makietę samolotu, po jej przyjęciu RLM zamówiła u Heinkla sześć prototypów, 24 lutego 1939 podjęto decyzję o budowie kolejnych sześciu. 
Dla usprawnienia prac zdecydowano się na zastosowanie wcześniej opracowanych rozwiązań. Z He 111 P/H przejęto układ kabiny załogi. Do napędu zdecydowano się użyć czterech silników Daimler-Benz DB 601 zamontowanych w tandemowych parach. Taki układ pozwalał zmniejszyć opory czołowe konstrukcji oraz dawał szanse na poprawę zwrotności. Największe problemy zespołowi konstrukcyjnemu stwarzał wymóg bombardowania z lotu nurkowego pod kątem 60°. Spowodowało to konieczność znacznego wzmocnienia konstrukcji, a co za tym idzie wzrostu masy maszyny. 6 lipca 1939 niemieckie lotnictwo zamówiło w zakładach Heinkla budowę dwudziestu egzemplarzy serii przedprodukcyjnej, które otrzymały oficjalne oznaczenie He 177 A-0. 19 listopada dokonano w Rechlinie oblotu prototypu He 177 V1, samolot pilotował szef wydziału doświadczalnego lt. Francke.
Prace nad He 177 spowolniły z powodu utraty zainteresowania maszyną ze strony Oberkommando der Luftwaffe. Projekt nie został przerwany dzięki Kriegsmarine, która zgłosiła zapotrzebowanie na samolot mogący koordynować działalność okrętów podwodnych na Atlantyku. Drugi prototyp wzbił się w powietrze 9 grudnia 1939, w jego konstrukcji wprowadzono zmiany. Powiększony został w nim statecznik pionowy oraz komora bombowa. Testy trwały do 27 czerwca 1940, kiedy to samolot nie dał się wyprowadzić z lotu nurkowego i rozpadł się w powietrzu w wyniku flatteru. W kolejnej maszynie jeszcze bardziej powiększono statecznik, V3 wykorzystano do prób statycznych oraz badań w locie. Ta maszyna również została utracona 24 kwietnia 1941. V4 został zniszczony w czerwcu 1941, podczas lotu nurkowego zawiódł mechanizm przestawiania śmigieł. W prototypie V5 wprowadzono kolejne zmiany – powiększono komorę bombową, zamontowano silniki seryjne oraz uzbrojenie obronne. Ten egzemplarz utracono 23 czerwca 1943. Prototypy V6 i V7 wyposażono również w silniki seryjne, w V7 przebudowano też kabinę załogi i zmieniono jej oszklenie. 
Doświadczenia z eksploatacji prototypów wykazały, że konstruktorzy nie zdołali rozwiązać problemów z silnikami, które miały tendencję do przegrzewania się, zawodził w nich system paliwowy oraz układ smarowania. Stwierdzono, że zastosowanie jednego kolektora spalin do obsługi dwóch silników prowadziło do jego przegrzewania się i w efekcie do zapłonu resztek paliwa i oleju w gondoli silnikowej. Problemy były na tyle poważne, że prototyp V8 nie został dopuszczony do lotów doświadczalnych w Rechlinie. Zwrócono go do zakładów Heinkla. 
Konstruktorzy zdołali rozwiązać problem z pożarami silników. Wydłużono ich łoża co pozwoliło zainstalować za nimi dodatkowe przegrody ogniowe oraz rozmieścić przewody paliwowe tak aby nie miały kontaktu z rozgrzanymi elementami konstrukcji. W późniejszych latach powstały kolejne prototypy dedykowane do badania określonych rozwiązań konstrukcyjnych lub zastosowań samolotu. Na V12 testowano możliwość uproszczenia konstrukcji i poprawy technologii produkcji samolotu. V14, V21 i V36 posłużyły do testów z bombami Hs 293, na V19, V23 i V24 zainstalowano silniki Daimler-Benz 610. Dodatkowe uzbrojenie obronne testowano na V20, V29, V32 i V33, z uzbrojeniem torpedowym testowano V26, V30 i V31. Na V35 zamontowano kabinę ciśnieniową, podkadłubowe wyrzutniki bomb montowano na V38, a na V40 zainstalowano radar FuG 217. Na prototypach V101–103 zamontowano cztery pojedyncze silniki. V38 był też rozpatrywany jako potencjalny nosiciel niemieckiej bomby atomowej.

### Produkcja seryjna
Poza badaniem kolejnych prototypów udało się uruchomić budowę serii przedprodukcyjnej, do końca 1940 zbudowano piętnaście egzemplarzy He 177A-0. Łącznie powstało 35 egzemplarzy przedseryjnych (30 zbudował Heinkel, 5 Arado), które w większości trafiły do jednostki w Ludwigslust. W trakcie produkcji wersji A-0 zdecydowano się na usunięcie z konstrukcji samolotu hamulców aerodynamicznych z uwagi na ich nieskuteczność oraz odchodzenie od koncepcji dostosowywania wszystkich samolotów bombowych do ataku z lotu nurkowego. 
W okresie od marca 1942 do czerwca 1943 zakłady Arado wyprodukowały 130 egzemplarzy He 177A-1. Część elementów konstrukcyjnych (m.in. kadłuba i usterzenia) dostarczyły zakłady lotnicze z
Mielca. W październiku w Oranienburgu ruszyła produkcja udoskonalonej wersji He 177A-3. Był to już model mający rozwiązany problem pożarów silników, wiązał się to jednak z wydłużeniem kadłuba i wzrostem masy własnej samolotu. Dłuższy kadłub wykorzystano do zamontowania na nim drugiej wieżyczki strzeleckiej. Po wyprodukowaniu kilku egzemplarzy tej wersji wprowadzono w niej modyfikacje obejmujące m.in. układ elektryczny, kształt gondoli podkadłubowe, samoloty zostały dostosowane do przenoszenia torped lub kierowanych bomb Henschel Hs 293. Na jednym z egzemplarzy tej wersji testowano, bezskutecznie, działo 7,5 cm. Zmiany w konstrukcji zaskutkowały również zwiększeniem załogi do sześciu osób. Budowę He 177A-3 zakończono po zbudowaniu 335 egzemplarzy.
Kolejną wersją rozwojową stał się He 177A-5, w którym wprowadzono zmiany konstrukcyjne polegające na wzmocnieniu konstrukcji skrzydeł, demontażu klap Fowlera oraz zmianie konstrukcji goleni podwozia. Samolot został dostosowany do przenoszenia na zewnętrznych zaczepach torped LT50, bomb Ruhrstahl SD 1400 X lub Hs 293. W trakcie produkcji wzmacniano uzbrojenie obronne poprzez dodawanie zdalnie sterowanych wieżyczek. Usprawnienia w produkcji doprowadziły do potokowego produkowania samolotu, co skutkowało uzyskaniem wydajności rzędu 95. egzemplarzy na miesiąc. Łącznie powstało 565 samolotów wersji A-5. Wersja A-5 była uznawana za spełniającą oczekiwania niemieckiej armii i pozwalająca na prowadzenie działań ofensywnych. Jednakże wzmagająca się ofensywa lotnicza Aliantów sprawiła, że Luftwaffe uznało produkcję myśliwców za priorytet i zdecydowano o zakończeniu produkcji He 177.
Na podstawie doświadczeń załóg He 177 przygotowano kolejne wersje rozwojowe. He 177A-6 powstał na bazie A-5, jednakże w jego konstrukcji wprowadzono istotne zmiany. Zmodyfikowano tylne stanowisko strzeleckie, zmieniono konstrukcję komór bombowych, dodano dodatkowe zbiorniki paliwa. W maju 1944 r. zaplanowano budowę 15. egzemplarzy tej wersji, jednakże wraz z rozwojem czterosilnikowej wersji samolotu prace zostały przerwane. Finalnie powstało 11 egzemplarzy tej wersji. Ostatnim wariantem z dwoma śmigłami był He 177A-7. Samolot zaprojektowano jako maszynę bombowo-rozpoznawczą dalekiego zasięgu. Do jego napędu zastosowani silniki Daimler-Benz DB 613, które były w rzeczywistości układem dwóch silników DB 603G. Ta wersja wzbudziła zainteresowanie Japonii, która była zainteresowana pozyskaniem licencji na He 177A-7. Ostatecznie nie doszło do przekazania technologii. Ilość zbudowanych He 177A-7 nie jest znana, jeden z nich został zdobyty przez wojska amerykańskie i był poddany testom w USA.

### Eksploatacja
He 177A-0 w większości trafiły do jednostki w Ludwigslust. Prototypy V6 i V7 skierowano w sierpniu 1941 r. na testy do Kampfgeschwader 40. Jednakże uznano, że problemy z silnikami dyskwalifikują je jako maszyny zdolne do lotów bojowych. Z wyprodukowanych 35. egzemplarzy A-0 w wypadkach utracono 25. W lipcu 1942 r. samoloty He 177A-1 trafiły do Gruppe Fernkampfgeschwader 50, w listopadzie tej jednostce przydzielono He 177A-3. W okresie bitwy stalingradzkiej samoloty zostały dostosowane do wykonywania zadań transportowych. Wobec niedostosowania He 177 do tych zadań zostały przesunięte do zadań bombowych, w trakcie ich wykonywania poniosły straty wynikające z wad technicznych silników. Jednostka została wycofana z frontu wschodniego i skierowana na przeszkolenie w użyciu pocisków Hs 293. Po uzyskaniu gotowości bojowej jednostka, już jako II./KG 40, 21 listopadzie wzięła udział w ataku na aliancki konwój. W niesprzyjających warunkach atmosferycznych udało się Luftwaffe zatopić jeden statek transportowy a drugi uszkodzić. W trakcie akcji utracono trzy maszyny, cztery inne odniosły uszkodzenia.
26 listopada 1943 r. He 177 dokonały kolejnego ataku na aliancki konwój. W jego trakcie spotkały się nie tylko z przeciwdziałaniem artylerii przeciwlotniczej, dodatkowo zaatakowało je lotnictwo brytyjskie i amerykańskie. Niemcy zatopili statek Rohna ale opłacili to utratą w walce sześciu samolotów, podczas lądowania rozbiły się dwa dalsze. W związku z poniesionymi stratami podjęto decyzję o zaniechaniu ataków dziennych na rzecz nocnych, z wykorzystaniem flar oświetlających cele.
Na początku samoloty He 177 z II./KG 40 kilkakrotnie atakowała aliancką żeglugę, udało im się zatopić jeden statek za pomocą bomb Hs 293. Z uwagi na przezbrojenie w He 177A-5 jednostka została wycofana na szkolenie. I./KG 40 została przewidziana do nalotów bombowych na Wielką Brytanię. W nocy z 21 na 22 stycznia 1944 r. He 177 wzięły udział w nalocie na Londyn. W jego trakcie utracono dwie maszyny. Kolejny atak przeprowadziły Heinkele z 3./KG 100 3 lutego, tym razem bez strat. W kolejnych atakach, trwających do kwietnia 1944 r; He 177 stawały się łupem angielskich myśliwców nocnych. Luftwaffe utraciła co najmniej sześć maszyn tego typu. Jeden z He 177 został zestrzelony w nocy z 19 na 20 marca przez polską załogę z dywizjonu 307. Podczas nalotów na Londyn załogi He 177 opracowały technikę ataku polegającą na wykonaniu bombardowania z płytkiego lotu nurkowego rozpoczętego na wysokości 9 000 m. Samoloty uzyskiwały prędkość ok. 700 km/h co znacznie utrudniało ich przechwycenie przez nocne myśliwce ale też obniżało celność ataku. Relatywnie straty załóg He 177 były mniejsze niż w przypadku He 111, Do 217, Ju 88 i Ju 188. Na froncie wschodnim działała jednostka I./Kg 1 "Hindenburg", która od maja 1944 r. przeprowadziła szereg ataków na Psków, Smoleńsk i Newel. 
Po lądowaniu w Normandii He 177 wykorzystały przenoszone bomby Hs 296 do ataków na aliancką flotę inwazyjną. Dodatkowo kontynuowały loty na stawianie min morskich w rejonie działania okrętów aliantów. Wskutek operacji minowania z udziałem He 177 zatonęło dziewięć okrętów alianckich i 17 statków transportowych. W trakcie walk He 177 ponosiły duże straty, 26 czerwca Niemcy na froncie zachodnim dysponowali jedynie 25 sprawnymi maszynami tego typu. Na froncie wschodnim samoloty I./Kg 1 jeszcze 16 czerwca wzięły udział w dużym nalocie, kiedy to atakowano Wielkie Łuki. Duża prędkość i pułap operacyjny zapewniły He 177 bezpieczeństwo. W drugiej połowie 1944 r. samoloty He 177 zostały wycofane na teren południowych Niemiec i skierowane do zadań szkolnych oraz meteorologicznych. Wiązało się to z problemami w zaopatrzeniu jednostek Luftwaffe w paliwo, które spowodowały uziemienie paliwożernych He 177.

### Jednostki eksploatujące He 177
Samoloty He 177 znalazły się na wyposażeniu jednostek:
- I./FKG 50,
- KG1 "Hindenburg",
- KG 40,
- KG 100 "Viking"',
- Erpprobungs Kommando 177,
- Kampfgruppe 177,
- KG4 "General Waver",
- KG 54 "Totenkopf",
- KG 200
- Erprobungs und Lehr Staffel 177,
- Fliegerführer Nordmeed,
- Fliegerführer Atlantic.

### He 177 po II wojnie światowej
Samolot He 177A-5/R6 (W Nr 550062) o znakach F8+AP został pozyskany przez Aliantów na terenie Francji na lotnisku Tuluza-Blagnac. Został przekazany do jednostki doświadczalnej w Boscombe Down, gdzie wykonano na nim szereg lotów doświadczalnych. Następnie został przetransportowany do USA. Zachowały się tam jego elementy. Jeden z kompletnych egzemplarzy został zaprezentowany publicznie w 1946 r. w Farnborough na wystawie zdobycznego sprzętu. W 1995 r. z jeziora Ammersee pozyskano fragmenty He 177 A-1 (nr seryjny 5265, znaki 5J+AK) z I./KG 4, który rozbił się 2 sierpnia 1943 r. W Wiedniu przechowane są elementy He 177 odnalezione w 1972 r. na lotnisku Zwölfaxing. Goleń podwozia He 177 jest częścią zbiorów Królewskiego Muzeum Sił Zbrojnych i Historii Wojskowości w Brukseli. W zbiorach muzeum w Cosford w Wielkiej Brytanii jest zachowany silnik DB 610 z chłodnicą i częściami osłony.
W 2005 roku odnaleziona w okolicach Szczecina goleń He-177 trafiła do Lubuskiego Muzeum Wojskowego w Drzonowie (https://muzeum.drzonow.eu/index.php/ct-menu-item-7/27-strona-glowna/eksponat-miesiaca/103-golen-he-177-eksponat-marca)

## Konstrukcja
Czterosilnikowy samolot bombowy w układzie średniopłata o konstrukcji metalowej.

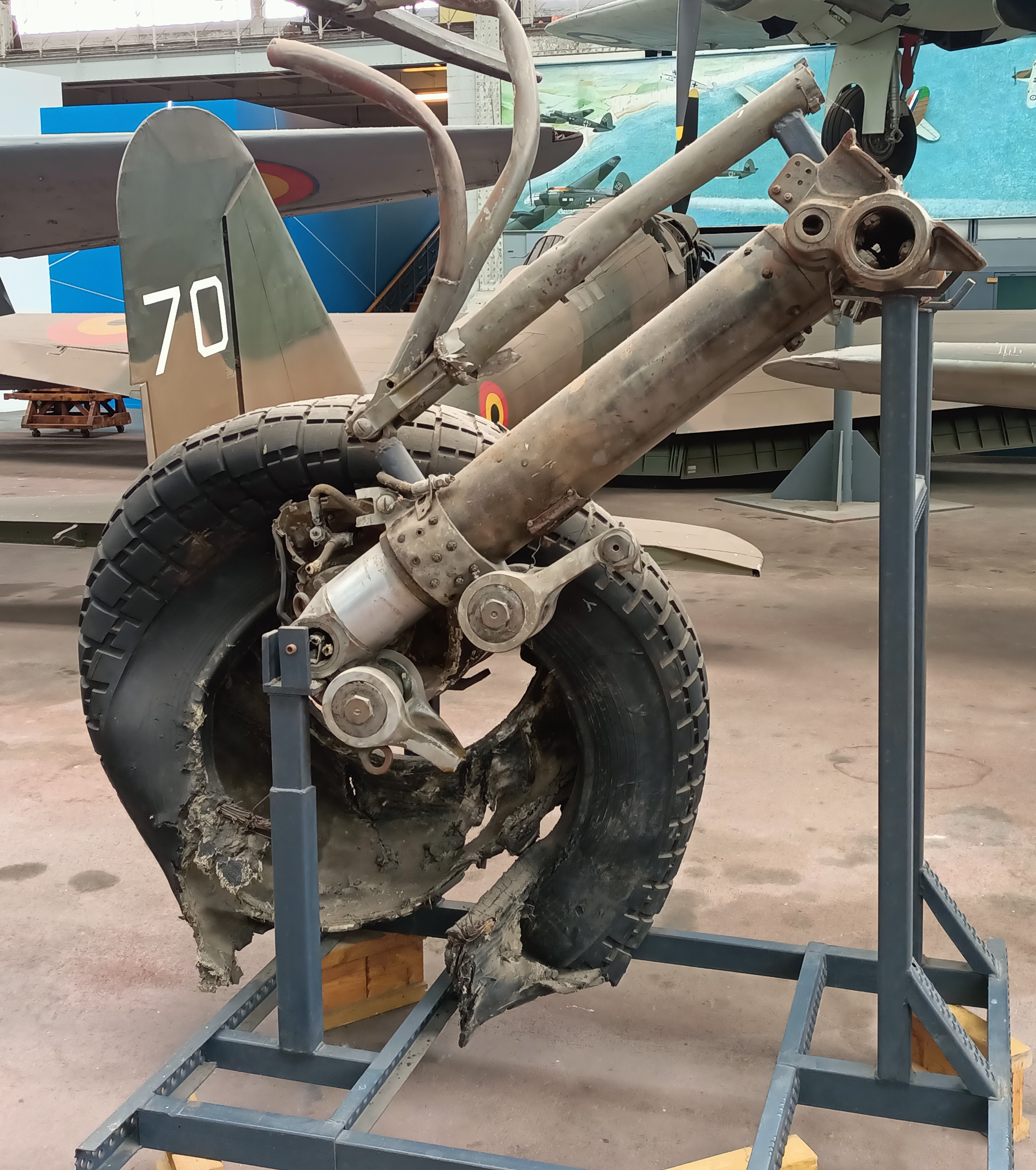
Goleń podwozia głównego He 177

Kadłub o przekroju owalnym i konstrukcji półskorupowej. Był podzielony na pięć sekcji – dwie przednie stanowił nos i kabina pilota, w dwóch kolejnych znajdowały się trzy komory bombowe. W komorach można było montować dodatkowe zbiorniki paliwa. Tylną część kadłuba stanowił ogon z usterzeniem i stanowiskiem tylnego strzelca. Do wnętrza prowadziły dwa włazy znajdujące się w dolnej części kadłuba. Strzelec tylny wchodził do wieżyczki po odchyleniu jej górnej części. Fotel pilota był opancerzony płytami pancernymi o grubości 6–7 mm, wieżyczka grzbietowa miała opancerzenie o grubości 9 mm, stanowiska strzelców były chronione szybami pancernymi.
Usterzenie klasyczne dolnokrzyżowe. Statecznik poziomy wolnonośny, jednodźwigarowy o obrysie trapezowym. Statecznik pionowy jednoczęściowy, jednodźwigarowy o obrysie trapezowym. Napęd sterów wysokości linkowy, steru kierunku linkowo-popychaczowy. Po zamontowaniu na stanowiska strzelca ogonowego działka 20 mm zmieniono obrys steru kierunku uwzględniając zmiany w budowie wieżyczki strzeleckiej. Krawędź natarcia statecznika poziomego, dla uniknięcia oblodzenia, była podgrzewana powietrzem z piecyka benzynowego odpowiadającego za ogrzewanie stanowisk strzeleckich.
Skrzydło trójdzielne z dźwigarem głównym i trzema dźwigarkami pomocniczymi. Wyposażone w jednoczęściowe szczelinowe lotki oraz dwuczęściowe klapy. Pilot miał możliwość użycia lotek razem z klapami podczas startu i lądowania. Napęd lotek linkowy, klap hydrauliczny. W płacie były zamontowane cztery zbiorniki paliwa. Krawędź natarcia skrzydła była podgrzewana gorącym powietrzem z kolektorów wydechowych silników.

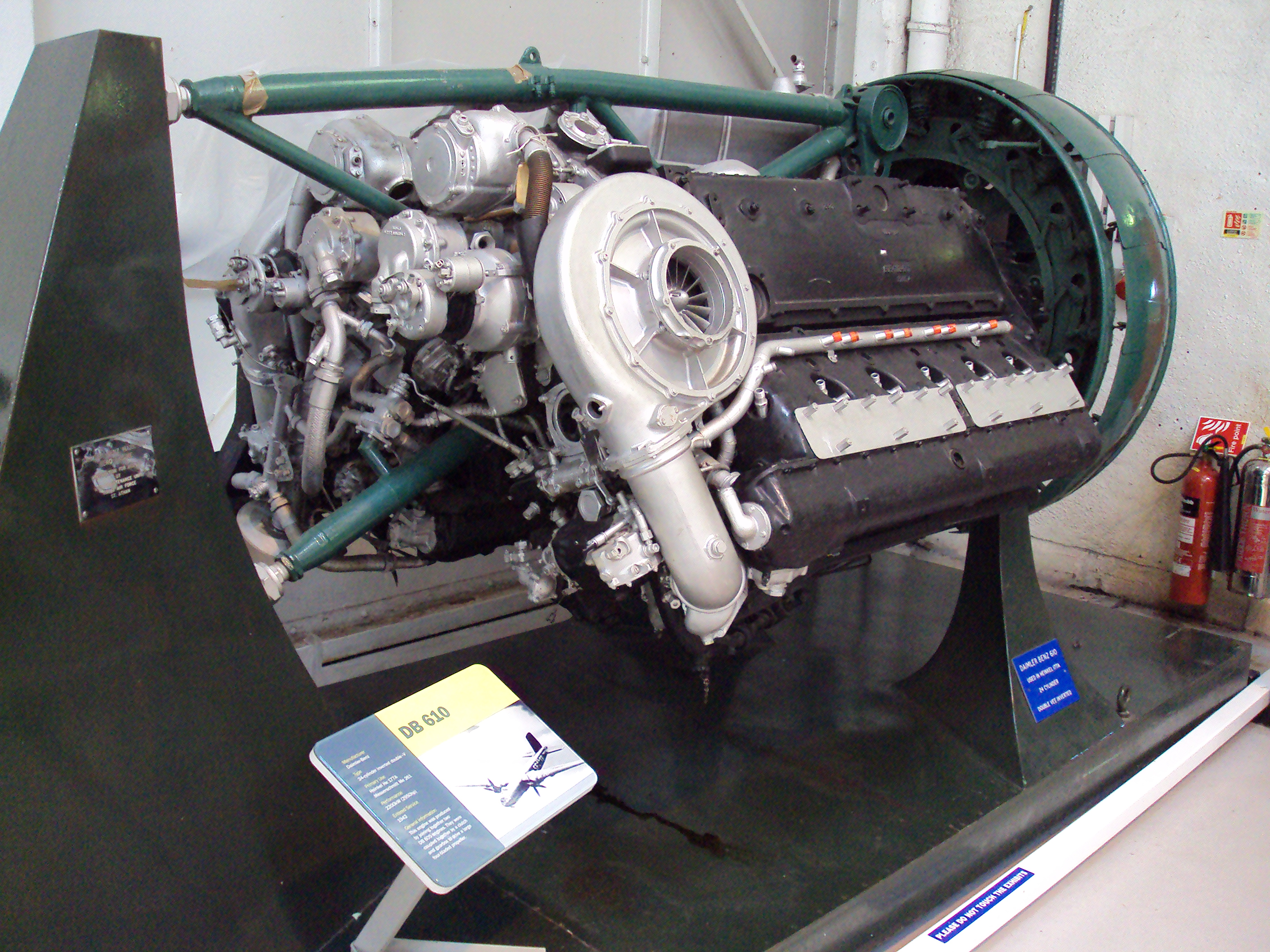
Połączone silniki DB 610

Podwozie trójpunktowe z kółkiem ogonowym, chowane w locie. Podwozie główne składało się z dwóch zespołów, każdy z nich składał się z dwóch niezależnych goleni z amortyzacją powietrzną. Podwozie chowane w locie za pomocą instalacji hydraulicznej. Goleń wewnętrzna chowała się w płat w kierunku kadłuba, zewnętrzna w kierunku końcówki skrzydła.
Napęd (w przypadku He 177A-3) stanowiły dwa silniki Daimler-Benz DB 610 A/B. Były to dwa dwunastocylindrowe silniki rzędowe DB 605, które poprzez wspólny reduktor napędzały czteropłatowe śmigło o średnicy 4,5 m. Każdy z silników dysponował własnym układem chłodzenia wodą. W razie awarii jednego silnika z pary istniała możliwość jego wyłączenia i korzystania z mocy sprawnego. Podczas uruchamiania silników korzystano ze zbiorników rozruchowych zamontowanych za silnikiem, przy dźwigarze pomocniczym.